# Адмирал Лазарев (лёгкий крейсер)
«Адмирал Лазарев» — советский крейсер проекта 68-бис. Назван в честь Михаила Петровича Лазарева.

## История строительства
Заводской номер: 626.
- 9 ноября 1950 года — зачислен в списки ВМФ.
- 6 февраля 1951 года — заложен на ССЗ № 194 («Завод им. А. Марти», Ленинград).
- 29 июня 1952 года — спущен на воду.
- 30 декабря 1953 года — введен в строй.

## История службы
- 18 февраля 1954 года — вошел в состав 8-го ВМФ.
- 24 декабря 1955 года — переведен в состав ДКБФ.
- 27 февраля 1956 года — переведен на КСФ.
- май—июнь 1956 года — совершил переход из Балтийского в Баренцево море.
- июль-сентябрь 1956 года — переход по Севморпути из Североморска на Дальний Восток в составе экспедиции особого назначение ЭОН-66[2].
- 22 октября 1956 года — переведен в КТОФ.
- 26 марта 1963 года — выведен из боевого состава ВМФ, законсервирован и поставлен в Советской Гавани на отстой.
- 18 марта 1972 года — расконсервирован и введен в строй.
- 18 сентября 1980 года — 3 февраля 1986 года — проходил капремонт на «Дальзаводе» во Владивостоке.
- 12 октября 1986 года — разоружен и исключен из состава ВМФ.
- 11 февраля 1988 года — расформирован.
- 1991 год — продан частной индийской фирме на металл.